# إيريك موريل
إيريك موريل مواليد 1 أكتوبر 1975 في سان خوان، هو ملاكم محترف بورتوريكي يصنف ضمن فئة وزن الديك بدأ مسيرته الاحترافية سنة 1996. حقق بطولة رابطة الملاكمة العالمية.

## المسيرة الاحترافية
من نزالاته:
- خسر أمام أبنير ماريس (21-04-2012).
- خسر أمام لورينزو بارا (06-12-2003).

## إحصائيات
خاض خلال مسيرته 50 نزالا، فاز في 46 ولم يتعادل وخسر في 4. فاز بالضربة القاضية في 23 نزالا.

## روابط خارجية
- إيريك موريل على موقع بوكس ريك (الإنجليزية) (registration required)
- إيريك موريل على موقع أوليمبيديا (الإنجليزية)